# فاتسال شيث
فاتسال شيث (بالإنجليزية: Vatsal Sheth)‏ (مواليد 5 أغسطس 1980) هو ممثل هندي بدأ مشواره الفني كعارض أزياء من مواليد مدينة مومباي وهو الابن الأكبر لأسرته درس علوم الحاسب الآلي وحصل على شهادة جامعية كان يحلم بأن يصبح مهندس برمجيات قبل أن يتجه للأزياءهندوسي الديانة وهو أعزب غير متزوج وهو أيضا نباتي ولا يتناول الكحول اقتحم عالم الفن عام 1996 من خلال المسلسل التلفزيوني just mohabbat والذي استمر عدة مواسم ثم اقتحم السينما عام 2004 من خلال أول فيلم له وهو taarazan the wonder car ليغيب عنها لمدة 3 أعوام ويعود بفيلم nanhe jaisalmer

## الأعمال
- لهيب الحقد
- ذا تشيتا جيرلز: وان ورلد
- جاي هو

## وصلات خارجية
- فاتسال شيث على موقع IMDb (الإنجليزية)
- فاتسال شيث على موقع قاعدة بيانات الفيلم (الإنجليزية)